# Austria en la Eurocopa 2024
La selección de fútbol de Austria fue uno de los 24 equipos participantes en la Eurocopa 2024, torneo que se disputó en Alemania entre el 14 de junio y el 14 de julio de 2024.

## Clasificación
| Equipo     | Pts | PJ | PG | PE | PP | GF | GC | Dif |
| ---------- | --- | -- | -- | -- | -- | -- | -- | --- |
| Bélgica    | 20  | 8  | 6  | 2  | 0  | 22 | 4  | +18 |
| Austria    | 19  | 8  | 6  | 1  | 1  | 17 | 7  | +10 |
| Suecia     | 10  | 8  | 3  | 1  | 4  | 14 | 12 | +2  |
| Azerbaiyán | 7   | 8  | 2  | 1  | 5  | 7  | 17 | -10 |
| Estonia    | 1   | 8  | 0  | 1  | 7  | 2  | 22 | -20 |

     — Clasificado para la Eurocopa 2024.

     — Play off para la Eurocopa 2024.

### Partidos
| Fecha                    | Ciudad   | Jornada |            |                       | Resultado |                       |            |
| ------------------------ | -------- | ------- | ---------- | --------------------- | --------- | --------------------- | ---------- |
| 24 de marzo de 2023      | Linz     | 1       | Austria    | Bandera de Austria    | 4:1 (2:0) | Bandera de Azerbaiyán | Azerbaiyán |
| 27 de marzo de 2023      | Linz     | 2       | Austria    | Bandera de Austria    | 2:1 (0:1) | Bandera de Estonia    | Estonia    |
| 17 de junio de 2023      | Bruselas | 3       | Bélgica    | Bandera de Bélgica    | 1:1 (0:1) | Bandera de Austria    | Austria    |
| 20 de junio de 2023      | Viena    | 4       | Austria    | Bandera de Austria    | 2:0 (0:0) | Bandera de Suecia     | Suecia     |
| 12 de septiembre de 2023 | Solna    | 6       | Suecia     | Bandera de Suecia     | 1:3 (0:0) | Bandera de Austria    | Austria    |
| 13 de octubre de 2023    | Viena    | 7       | Austria    | Bandera de Austria    | 2:3 (0:1) | Bandera de Bélgica    | Bélgica    |
| 16 de octubre de 2023    | Solna    | 8       | Azerbaiyán | Bandera de Azerbaiyán | 0:1 (0:0) | Bandera de Austria    | Austria    |
| 16 de noviembre de 2023  | Tallin   | 9       | Estonia    | Bandera de Estonia    | 0:2 (0:2) | Bandera de Austria    | Austria    |

## Preparación

### Amistosos de preparación
| Fecha               | Ciudad     | Competición |            |                       | Resultado |                    |         |
| ------------------- | ---------- | ----------- | ---------- | --------------------- | --------- | ------------------ | ------- |
| 23 de marzo de 2024 | Bratislava | Amistoso    | Eslovaquia | Bandera de Eslovaquia | 0:2 (0:1) | Bandera de Austria | Austria |
| 26 de marzo de 2024 | Viena      | Amistoso    | Austria    | Bandera de Austria    | 6:1 (2:1) | Bandera de Turquía | Turquía |
| 4 de junio de 2024  | Viena      | Amistoso    | Austria    | Bandera de Austria    | 2:1 (2:1) | Bandera de Serbia  | Serbia  |
| 8 de junio de 2024  | Lucerna    | Amistoso    | Suiza      | Bandera de Suiza      | 1:1 (1:1) | Bandera de Austria | Austria |

## Plantel

### Lista de convocados
Entrenador:  Ralf Rangnick
El 22 de mayo de 2024, el combinado austriaco anunció una lista preliminar de 29 jugadores y otra lista de reserva de 12 elementos en caso de bajas por lesión o enfermedad. Días después, el 7 de junio de 2024 se dio a conocer el plantel definitivo de 26 futbolistas, siendo Tobias Lawal, Stefan Lainer y Thierno Ballo los recortes finales.
| No. | Pos. | Jugador               | Fecha de nacimiento (edad)         | Apa. | Goles | Club                     |
| --- | ---- | --------------------- | ---------------------------------- | ---- | ----- | ------------------------ |
| 1   | POR  | Heinz Lindner         | 17 de julio de 1990 (33 años)      | 37   | 0     | Union Saint-Gilloise     |
| 2   | DEF  | Maximilian Wöber      | 4 de febrero de 1998 (26 años)     | 25   | 0     | Borussia Mönchengladbach |
| 3   | DEF  | Gernot Trauner        | 25 de marzo de 1992 (32 años)      | 11   | 1     | Feyenoord                |
| 4   | DEF  | Kevin Danso           | 19 de septiembre de 1998 (25 años) | 20   | 0     | RC Lens                  |
| 5   | DEF  | Stefan Posch          | 14 de mayo de 1997 (27 años)       | 32   | 1     | Bologna                  |
| 6   | MED  | Nicolas Seiwald       | 4 de mayo de 2001 (23 años)        | 24   | 0     | RB Leipzig               |
| 7   | DEL  | Marko Arnautović      | 19 de abril de 1989 (35 años)      | 112  | 36    | Inter de Milán           |
| 8   | MED  | Alexander Prass       | 26 de mayo de 2001 (23 años)       | 5    | 0     | Sturm Graz               |
| 9   | MED  | Marcel Sabitzer       | 17 de marzo de 1994 (30 años)      | 78   | 17    | Borussia Dortmund        |
| 10  | MED  | Florian Grillitsch    | 7 de agosto de 1995 (28 años)      | 43   | 1     | Hoffenheim               |
| 11  | DEL  | Michael Gregoritsch   | 18 de abril de 1994 (30 años)      | 55   | 15    | Friburgo                 |
| 12  | POR  | Niklas Hedl           | 17 de marzo de 2001 (23 años)      | 1    | 0     | Rapid de Viena           |
| 13  | POR  | Patrick Pentz         | 2 de enero de 1997 (27 años)       | 6    | 0     | Brøndby                  |
| 14  | DEF  | Leopold Querfeld      | 20 de diciembre de 2003 (20 años)  | 2    | 0     | Rapid de Viena           |
| 15  | DEF  | Philipp Lienhart      | 11 de julio de 1996 (27 años)      | 21   | 1     | Friburgo                 |
| 16  | DEF  | Philipp Mwene         | 29 de enero de 1994 (30 años)      | 12   | 0     | Maguncia 05              |
| 17  | MED  | Florian Kainz         | 24 de octubre de 1992 (31 años)    | 28   | 1     | Colonia                  |
| 18  | MED  | Romano Schmid         | 27 de enero de 2000 (24 años)      | 11   | 0     | Werder Bremen            |
| 19  | MED  | Christoph Baumgartner | 1 de agosto de 1999 (24 años)      | 38   | 15    | RB Leipzig               |
| 20  | MED  | Konrad Laimer         | 27 de mayo de 1997 (27 años)       | 36   | 4     | Bayern de Múnich         |
| 21  | DEF  | Flavius Daniliuc      | 27 de abril de 2001 (23 años)      | 3    | 0     | Salzburgo                |
| 22  | MED  | Matthias Seidl        | 24 de enero de 2001 (23 años)      | 4    | 0     | Rapid de Viena           |
| 23  | MED  | Patrick Wimmer        | 30 de mayo de 2001 (23 años)       | 12   | 1     | Wolfsburgo               |
| 24  | DEL  | Andreas Weimann       | 5 de agosto de 1991 (32 años)      | 24   | 2     | West Bromwich Albion     |
| 25  | DEL  | Maximilian Entrup     | 25 de julio de 1997 (26 años)      | 3    | 1     | TSV Hartberg             |
| 26  | MED  | Marco Grüll           | 6 de julio de 1998 (25 años)       | 5    | 0     | Rapid de Viena           |

## Torneo
Tras el sorteo celebrado en Hamburgo el 23 de marzo de 2024 Alemania quedó integrada en un Grupo D en el que también estarán Polonia, Países Bajos y Francia.

### Partidos
| Fecha       | Ciudad     | Instancia        |              |                             | Resultado |                    |         |
| ----------- | ---------- | ---------------- | ------------ | --------------------------- | --------- | ------------------ | ------- |
| 17 de junio | Düsseldorf | Fase de grupos   | Austria      | Bandera de Austria          | 0:1 (0:1) | Bandera de Francia | Francia |
| 21 de junio | Berlín     | Fase de grupos   | Polonia      | Bandera de Polonia          | 1:3 (1:1) | Bandera de Austria | Austria |
| 25 de junio | Berlín     | Fase de grupos   | Países Bajos | Bandera de los Países Bajos | 2:3 (0:1) | Bandera de Austria | Austria |
| 2 de julio  | Leipzig    | Octavos de final | Austria      | Bandera de Austria          | 1:2 (0:1) | Bandera de Turquía | Turquía |

### Primera fase
| Equipo       | Pts | PJ | PG | PE | PP | GF | GC | Dif |
| ------------ | --- | -- | -- | -- | -- | -- | -- | --- |
| Austria      | 6   | 3  | 2  | 0  | 1  | 6  | 4  | +2  |
| Francia      | 5   | 3  | 1  | 2  | 0  | 2  | 1  | +1  |
| Países Bajos | 4   | 3  | 1  | 1  | 1  | 4  | 4  | 0   |
| Polonia      | 1   | 3  | 0  | 1  | 2  | 3  | 6  | -3  |

|  | Clasificados a los Octavos de final.          |
|  | Posible clasificación a los Octavos de final. |

#### Austria vs. Francia
| 17 de junio de 2024, 21:00 | Austria | 0:1 (0:1) | Francia          | Düsseldorf Arena, Düsseldorf                                                  |                                                                               |
|                            |         | Reporte   | Wöber 38' (a.g.) | Asistencia: 46 425 espectadores Árbitro(s): Gil Manzano VAR: Martínez Munuera | Asistencia: 46 425 espectadores Árbitro(s): Gil Manzano VAR: Martínez Munuera |

| 13         | Guardameta     | Patrick Pentz         |       |
| 5          | Defensa        | Stefan Posch          |       |
| 4          | Defensa        | Kevin Danso           |       |
| 2          | Defensa        | Maximilian Wöber      | 59'   |
| 16         | Defensa        | Phillipp Mwene        | 88'   |
| 6          | Centrocampista | Nicolas Seiwald       |       |
| 9          | Centrocampista | Marcel Sabitzer       |       |
| 20         | Centrocampista | Konrad Laimer         | 90+1' |
| 19         | Centrocampista | Christoph Baumgartner | 71'   |
| 10         | Centrocampista | Florian Grillitsch    | 59'   |
| 11         | Delantero      | Michael Gregoritsch   | 59'   |
| Entrenador | Entrenador     | Ralf Rangnick         |       |

| 16         | Guardameta     | Mike Maignan      |     |
| 5          | Defensa        | Jules Koundé      |     |
| 4          | Defensa        | Dayot Upamecano   |     |
| 17         | Defensa        | William Saliba    |     |
| 22         | Defensa        | Theo Hernández    |     |
| 7          | Centrocampista | Antoine Griezmann | 90' |
| 13         | Centrocampista | N'Golo Kanté      |     |
| 14         | Centrocampista | Adrien Rabiot     | 71' |
| 11         | Delantero      | Ousmane Dembélé   | 71' |
| 10         | Delantero      | Kylian Mbappé     | 90' |
| 15         | Delantero      | Marcus Thuram     |     |
| Entrenador | Entrenador     | Didier Deschamps  |     |

| 3  | Defensa        | Gernot Trauner   | 59'   |
| 23 | Defensa        | Patrick Wimmer   | 59'   |
| 7  | Delantero      | Marko Arnautović | 59'   |
| 8  | Centrocampista | Alexander Prass  | 88'   |
| 18 | Centrocampista | Romano Schmid    | 90+1' |

| 6  | Centrocampista | Eduardo Camavinga | 71' |
| 12 | Delantero      | Randal Kolo Muani | 71' |
| 19 | Centrocampista | Youssouf Fofana   | 90' |
| 9  | Delantero      | Olivier Giroud    | 90' |

| Anotado · Autogol | 38' | Maximilian Wöber | 0:1 |

| Amonestado | 16'   | Maximilian Wöber      |
| Amonestado | 34'   | Phillipp Mwene        |
| Amonestado | 79'   | Christoph Baumgartner |
| Amonestado | 84'   | Konrad Laimer         |
| Amonestado | 90+3' | Kevin Danso           |

| Amonestado | 56' | Ousmane Dembélé |
| Amonestado | 90' | Kylian Mbappé   |

| Árbitro                                            | Gil Manzano                        |
| Árbitros asistentes                                | Diego Barbero Sevilla              |
| Árbitros asistentes                                | Ángel Nevado Rodríguez             |
| Cuarto árbitro                                     | Mykola Balakin                     |
| Quinto árbitro                                     | Oleksandr Berkut                   |
| Árbitro asistente de video                         | Juan Martínez Munuera              |
| Árbitros asistentes del árbitro asistente de video | Alejandro José Hernández Hernández |
| Árbitros asistentes del árbitro asistente de video | Tiago Martins                      |

| 13         | Guardameta     | Patrick Pentz         |       |
| 5          | Defensa        | Stefan Posch          |       |
| 4          | Defensa        | Kevin Danso           |       |
| 2          | Defensa        | Maximilian Wöber      | 59'   |
| 16         | Defensa        | Phillipp Mwene        | 88'   |
| 6          | Centrocampista | Nicolas Seiwald       |       |
| 9          | Centrocampista | Marcel Sabitzer       |       |
| 20         | Centrocampista | Konrad Laimer         | 90+1' |
| 19         | Centrocampista | Christoph Baumgartner | 71'   |
| 10         | Centrocampista | Florian Grillitsch    | 59'   |
| 11         | Delantero      | Michael Gregoritsch   | 59'   |
| Entrenador | Entrenador     | Ralf Rangnick         |       |

| 16         | Guardameta     | Mike Maignan      |     |
| 5          | Defensa        | Jules Koundé      |     |
| 4          | Defensa        | Dayot Upamecano   |     |
| 17         | Defensa        | William Saliba    |     |
| 22         | Defensa        | Theo Hernández    |     |
| 7          | Centrocampista | Antoine Griezmann | 90' |
| 13         | Centrocampista | N'Golo Kanté      |     |
| 14         | Centrocampista | Adrien Rabiot     | 71' |
| 11         | Delantero      | Ousmane Dembélé   | 71' |
| 10         | Delantero      | Kylian Mbappé     | 90' |
| 15         | Delantero      | Marcus Thuram     |     |
| Entrenador | Entrenador     | Didier Deschamps  |     |

| 3  | Defensa        | Gernot Trauner   | 59'   |
| 23 | Defensa        | Patrick Wimmer   | 59'   |
| 7  | Delantero      | Marko Arnautović | 59'   |
| 8  | Centrocampista | Alexander Prass  | 88'   |
| 18 | Centrocampista | Romano Schmid    | 90+1' |

| 6  | Centrocampista | Eduardo Camavinga | 71' |
| 12 | Delantero      | Randal Kolo Muani | 71' |
| 19 | Centrocampista | Youssouf Fofana   | 90' |
| 9  | Delantero      | Olivier Giroud    | 90' |

| Anotado · Autogol | 38' | Maximilian Wöber | 0:1 |

| Amonestado | 16'   | Maximilian Wöber      |
| Amonestado | 34'   | Phillipp Mwene        |
| Amonestado | 79'   | Christoph Baumgartner |
| Amonestado | 84'   | Konrad Laimer         |
| Amonestado | 90+3' | Kevin Danso           |

| Amonestado | 56' | Ousmane Dembélé |
| Amonestado | 90' | Kylian Mbappé   |

| Árbitro                                            | Gil Manzano                        |
| Árbitros asistentes                                | Diego Barbero Sevilla              |
| Árbitros asistentes                                | Ángel Nevado Rodríguez             |
| Cuarto árbitro                                     | Mykola Balakin                     |
| Quinto árbitro                                     | Oleksandr Berkut                   |
| Árbitro asistente de video                         | Juan Martínez Munuera              |
| Árbitros asistentes del árbitro asistente de video | Alejandro José Hernández Hernández |
| Árbitros asistentes del árbitro asistente de video | Tiago Martins                      |

| Estadísticas      | Bandera de Austria | Bandera de Francia |
| Tiros             | 7                  | 14                 |
| Tiros a puerta    | 3                  | 3                  |
| Faltas            | 18                 | 10                 |
| Saques de esquina | 6                  | 2                  |
| Penaltis          | 0                  | 0                  |
| Fueras de juego   | 0                  | 1                  |
| Posesión de balón | 51%                | 49%                |

#### Polonia vs. Austria
| 21 de junio de 2024, 18:00 | Polonia    | 1:3 (1:1) | Austria                                                | Estadio Olímpico, Berlín                                                       |                                                                                |
|                            | Piątek 30' | Reporte   | - Trauner 9' - Baumgartner 66' - Arnautović 78' (pen.) | Asistencia: 69 455 espectadores Árbitro(s): Halil Umut Meler VAR: Paolo Valeri | Asistencia: 69 455 espectadores Árbitro(s): Halil Umut Meler VAR: Paolo Valeri |

| 1          | Guardameta     | Wojciech Szczęsny     |     |
| 5          | Defensa        | Jan Bednarek          |     |
| 3          | Defensa        | Paweł Dawidowicz      |     |
| 14         | Defensa        | Jakub Kiwior          |     |
| 19         | Centrocampista | Przemysław Frankowski |     |
| 6          | Centrocampista | Jakub Piotrowski      | 46' |
| 24         | Centrocampista | Bartosz Slisz         | 75' |
| 21         | Centrocampista | Nicola Zalewski       |     |
| 10         | Centrocampista | Piotr Zieliński       | 87' |
| 16         | Delantero      | Adam Buksa            | 60' |
| 23         | Delantero      | Krzysztof Piątek      | 60' |
| Entrenador | Entrenador     | Michał Probierz       |     |

| 13         | Guardameta     | Patrick Pentz         |     |
| 5          | Defensa        | Stefan Posch          |     |
| 3          | Defensa        | Gernot Trauner        | 59' |
| 15         | Defensa        | Philipp Lienhart      |     |
| 16         | Defensa        | Phillipp Mwene        | 63' |
| 6          | Centrocampista | Nicolas Seiwald       |     |
| 10         | Centrocampista | Florian Grillitsch    | 46' |
| 19         | Centrocampista | Christoph Baumgartner | 81' |
| 20         | Centrocampista | Konrad Laimer         |     |
| 9          | Centrocampista | Marcel Sabitzer       |     |
| 7          | Delantero      | Marko Arnautović      | 81' |
| Entrenador | Entrenador     | Ralf Rangnick         |     |

| 8  | Centrocampista | Jakub Moder        | 46' |
| 7  | Delantero      | Karol Świderski    | 60' |
| 9  | Delantero      | Robert Lewandowski | 60' |
| 11 | Centrocampista | Kamil Grosicki     | 75' |
| 26 | Centrocampista | Kacper Urbański    | 87' |

| 23 | Centrocampista | Patrick Wimmer      | 46' |
| 4  | Defensa        | Kevin Danso         | 59' |
| 8  | Centrocampista | Alexander Prass     | 63' |
| 18 | Centrocampista | Romano Schmid       | 81' |
| 11 | Delantero      | Michael Gregoritsch | 81' |

| Anotado | 30' | Krzysztof Piątek | 1:1 |

| Anotado         | 9'  | Gernot Trauner        | 0:1 |
| Anotado         | 66' | Christoph Baumgartner | 1:2 |
| Anotado · Penal | 78' | Marko Arnautović      | 1:3 |

| Amonestado | 53' | Bartosz Slisz      |
| Amonestado | 62' | Jakub Moder        |
| Amonestado | 64' | Robert Lewandowski |
| Amonestado | 77' | Wojciech Szczęsny  |

| Amonestado | 56' | Patrick Wimmer   |
| Amonestado | 70' | Marko Arnautović |

| Árbitro             | Halil Umut Meler    |
| Árbitros asistentes | Mustafa Emre Eyisoy |
| Árbitros asistentes | Kerem Ersoy         |
| Cuarto árbitro      | Rade Obrenović      |
| Quinto árbitro      | Jure Praprotnik     |
| VAR                 | Paolo Valeri        |
| Adicional VAR       | Alper Ulusoy        |
| Adicional VAR       | Massimiliano Irrati |

| 1          | Guardameta     | Wojciech Szczęsny     |     |
| 5          | Defensa        | Jan Bednarek          |     |
| 3          | Defensa        | Paweł Dawidowicz      |     |
| 14         | Defensa        | Jakub Kiwior          |     |
| 19         | Centrocampista | Przemysław Frankowski |     |
| 6          | Centrocampista | Jakub Piotrowski      | 46' |
| 24         | Centrocampista | Bartosz Slisz         | 75' |
| 21         | Centrocampista | Nicola Zalewski       |     |
| 10         | Centrocampista | Piotr Zieliński       | 87' |
| 16         | Delantero      | Adam Buksa            | 60' |
| 23         | Delantero      | Krzysztof Piątek      | 60' |
| Entrenador | Entrenador     | Michał Probierz       |     |

| 13         | Guardameta     | Patrick Pentz         |     |
| 5          | Defensa        | Stefan Posch          |     |
| 3          | Defensa        | Gernot Trauner        | 59' |
| 15         | Defensa        | Philipp Lienhart      |     |
| 16         | Defensa        | Phillipp Mwene        | 63' |
| 6          | Centrocampista | Nicolas Seiwald       |     |
| 10         | Centrocampista | Florian Grillitsch    | 46' |
| 19         | Centrocampista | Christoph Baumgartner | 81' |
| 20         | Centrocampista | Konrad Laimer         |     |
| 9          | Centrocampista | Marcel Sabitzer       |     |
| 7          | Delantero      | Marko Arnautović      | 81' |
| Entrenador | Entrenador     | Ralf Rangnick         |     |

| 8  | Centrocampista | Jakub Moder        | 46' |
| 7  | Delantero      | Karol Świderski    | 60' |
| 9  | Delantero      | Robert Lewandowski | 60' |
| 11 | Centrocampista | Kamil Grosicki     | 75' |
| 26 | Centrocampista | Kacper Urbański    | 87' |

| 23 | Centrocampista | Patrick Wimmer      | 46' |
| 4  | Defensa        | Kevin Danso         | 59' |
| 8  | Centrocampista | Alexander Prass     | 63' |
| 18 | Centrocampista | Romano Schmid       | 81' |
| 11 | Delantero      | Michael Gregoritsch | 81' |

| Anotado | 30' | Krzysztof Piątek | 1:1 |

| Anotado         | 9'  | Gernot Trauner        | 0:1 |
| Anotado         | 66' | Christoph Baumgartner | 1:2 |
| Anotado · Penal | 78' | Marko Arnautović      | 1:3 |

| Amonestado | 53' | Bartosz Slisz      |
| Amonestado | 62' | Jakub Moder        |
| Amonestado | 64' | Robert Lewandowski |
| Amonestado | 77' | Wojciech Szczęsny  |

| Amonestado | 56' | Patrick Wimmer   |
| Amonestado | 70' | Marko Arnautović |

| Árbitro             | Halil Umut Meler    |
| Árbitros asistentes | Mustafa Emre Eyisoy |
| Árbitros asistentes | Kerem Ersoy         |
| Cuarto árbitro      | Rade Obrenović      |
| Quinto árbitro      | Jure Praprotnik     |
| VAR                 | Paolo Valeri        |
| Adicional VAR       | Alper Ulusoy        |
| Adicional VAR       | Massimiliano Irrati |

| Estadísticas      | Bandera de Polonia | Bandera de Austria |
| Tiros             | 15                 | 15                 |
| Tiros a puerta    | 3                  | 9                  |
| Faltas            | 15                 | 15                 |
| Saques de esquina | 4                  | 3                  |
| Penaltis          | 0                  | 1                  |
| Fueras de juego   | 0                  | 2                  |
| Posesión de balón | 44%                | 56%                |

#### Países Bajos vs. Austria
| 25 de junio de 2024, 18:00 | Países Bajos            | 2:3 (0:1) | Austria                                       | Estadio Olímpico, Berlín                                                   |                                                                            |
|                            | - Gakpo 47' - Depay 75' | Reporte   | - Malen 6' (a.g.) - Schmid 59' - Sabitzer 80' | Asistencia: 68 363 espectadores Árbitro(s): Ivan Kružliak VAR: Marco Fritz | Asistencia: 68 363 espectadores Árbitro(s): Ivan Kružliak VAR: Marco Fritz |

| 1          | Guardameta     | Bart Verbruggen      |     |
| 2          | Defensa        | Lutsharel Geertruida |     |
| 6          | Defensa        | Stefan de Vrij       |     |
| 4          | Defensa        | Virgil van Dijk      |     |
| 5          | Defensa        | Nathan Aké           | 65' |
| 14         | Centrocampista | Tijjani Reijnders    | 65' |
| 24         | Centrocampista | Jerdy Schouten       |     |
| 16         | Centrocampista | Joey Veerman         | 35' |
| 18         | Delantero      | Donyell Malen        | 72' |
| 10         | Delantero      | Memphis Depay        |     |
| 11         | Delantero      | Cody Gakpo           |     |
| Entrenador | Entrenador     | Ronald Koeman        |     |

| 13         | Guardameta     | Patrick Pentz      |       |
| 5          | Defensa        | Stefan Posch       |       |
| 2          | Defensa        | Maximilian Wöber   |       |
| 15         | Defensa        | Philipp Lienhart   | 62'   |
| 8          | Defensa        | Alexander Prass    |       |
| 6          | Centrocampista | Nicolas Seiwald    |       |
| 10         | Centrocampista | Florian Grillitsch | 63'   |
| 23         | Centrocampista | Patrick Wimmer     | 63'   |
| 9          | Centrocampista | Marcel Sabitzer    |       |
| 18         | Centrocampista | Romano Schmid      | 90+2' |
| 7          | Delantero      | Marko Arnautović   | 78'   |
| Entrenador | Entrenador     | Luciano Spalletti  |       |

| 7  | Centrocampista | Xavi Simons         | 35' |
| 8  | Centrocampista | Georginio Wijnaldum | 65' |
| 15 | Defensa        | Micky van de Ven    | 65' |
| 9  | Delantero      | Wout Weghorst       | 72' |

| 14 | Defensa        | Leopold Querfeld      | 62'   |
| 19 | Centrocampista | Christoph Baumgartner | 63'   |
| 20 | Centrocampista | Konrad Laimer         | 63'   |
| 11 | Delantero      | Michael Gregoritsch   | 78'   |
| 24 | Delantero      | Andreas Weimann       | 90+2' |

| Anotado | 47' | Cody Gakpo    | 1:1 |
| Anotado | 75' | Memphis Depay | 2:2 |

| Anotado · Autogol | 6'  | Donyell Malen   | 0:1 |
| Anotado           | 59' | Romano Schmid   | 0:2 |
| Anotado           | 80' | Marcel Sabitzer | 2:3 |

| Amonestado | 32'   | Stefan Posch     |
| Amonestado | 33'   | Patrick Wimmer   |
| Amonestado | 90+4' | Leopold Querfeld |

| Árbitro                                            | Ivan Kružliak        |
| Árbitros asistentes                                | Branislav Hancko     |
| Árbitros asistentes                                | Jan Pozor            |
| Cuarto árbitro                                     | Irfan Peljto         |
| Quinto árbitro                                     | Senad Ibrišimbegović |
| Árbitro asistente de video                         | Marco Fritz          |
| Árbitros asistentes del árbitro asistente de video | Christian Dingert    |
| Árbitros asistentes del árbitro asistente de video | Nejc Kajtazovic      |

| 1          | Guardameta     | Bart Verbruggen      |     |
| 2          | Defensa        | Lutsharel Geertruida |     |
| 6          | Defensa        | Stefan de Vrij       |     |
| 4          | Defensa        | Virgil van Dijk      |     |
| 5          | Defensa        | Nathan Aké           | 65' |
| 14         | Centrocampista | Tijjani Reijnders    | 65' |
| 24         | Centrocampista | Jerdy Schouten       |     |
| 16         | Centrocampista | Joey Veerman         | 35' |
| 18         | Delantero      | Donyell Malen        | 72' |
| 10         | Delantero      | Memphis Depay        |     |
| 11         | Delantero      | Cody Gakpo           |     |
| Entrenador | Entrenador     | Ronald Koeman        |     |

| 13         | Guardameta     | Patrick Pentz      |       |
| 5          | Defensa        | Stefan Posch       |       |
| 2          | Defensa        | Maximilian Wöber   |       |
| 15         | Defensa        | Philipp Lienhart   | 62'   |
| 8          | Defensa        | Alexander Prass    |       |
| 6          | Centrocampista | Nicolas Seiwald    |       |
| 10         | Centrocampista | Florian Grillitsch | 63'   |
| 23         | Centrocampista | Patrick Wimmer     | 63'   |
| 9          | Centrocampista | Marcel Sabitzer    |       |
| 18         | Centrocampista | Romano Schmid      | 90+2' |
| 7          | Delantero      | Marko Arnautović   | 78'   |
| Entrenador | Entrenador     | Luciano Spalletti  |       |

| 7  | Centrocampista | Xavi Simons         | 35' |
| 8  | Centrocampista | Georginio Wijnaldum | 65' |
| 15 | Defensa        | Micky van de Ven    | 65' |
| 9  | Delantero      | Wout Weghorst       | 72' |

| 14 | Defensa        | Leopold Querfeld      | 62'   |
| 19 | Centrocampista | Christoph Baumgartner | 63'   |
| 20 | Centrocampista | Konrad Laimer         | 63'   |
| 11 | Delantero      | Michael Gregoritsch   | 78'   |
| 24 | Delantero      | Andreas Weimann       | 90+2' |

| Anotado | 47' | Cody Gakpo    | 1:1 |
| Anotado | 75' | Memphis Depay | 2:2 |

| Anotado · Autogol | 6'  | Donyell Malen   | 0:1 |
| Anotado           | 59' | Romano Schmid   | 0:2 |
| Anotado           | 80' | Marcel Sabitzer | 2:3 |

| Amonestado | 32'   | Stefan Posch     |
| Amonestado | 33'   | Patrick Wimmer   |
| Amonestado | 90+4' | Leopold Querfeld |

| Árbitro                                            | Ivan Kružliak        |
| Árbitros asistentes                                | Branislav Hancko     |
| Árbitros asistentes                                | Jan Pozor            |
| Cuarto árbitro                                     | Irfan Peljto         |
| Quinto árbitro                                     | Senad Ibrišimbegović |
| Árbitro asistente de video                         | Marco Fritz          |
| Árbitros asistentes del árbitro asistente de video | Christian Dingert    |
| Árbitros asistentes del árbitro asistente de video | Nejc Kajtazovic      |

| Estadísticas      | Bandera de los Países Bajos | Bandera de Austria |
| Tiros             | 12                          | 9                  |
| Tiros a puerta    | 2                           | 5                  |
| Faltas            | 10                          | 16                 |
| Saques de esquina | 5                           | 2                  |
| Penaltis          | 0                           | 0                  |
| Fueras de juego   | 1                           | 1                  |
| Posesión de balón | 51%                         | 49%                |

### Austria vs. Turquía
| 2 de julio de 2024, 21:00 | Austria           | 1:2 (0:1) | Turquía           | Leipzig Stadium, Leipzig                                                         |                                                                                  |
|                           | - Gregoritsch 66' | Reporte   | - Demiral 1', 59' | Asistencia: 38 305 espectadores Árbitro(s): Artur Soares Dias VAR: Tiago Martins | Asistencia: 38 305 espectadores Árbitro(s): Artur Soares Dias VAR: Tiago Martins |

| 13         | Guardameta     | Patrick Pentz         |     |
| 5          | Defensa        | Stefan Posch          |     |
| 4          | Defensa        | Kevin Danso           |     |
| 15         | Defensa        | Philipp Lienhart      | 64' |
| 16         | Defensa        | Phillipp Mwene        | 46' |
| 6          | Centrocampista | Nicolas Seiwald       |     |
| 9          | Centrocampista | Marcel Sabitzer       |     |
| 20         | Centrocampista | Konrad Laimer         | 64' |
| 19         | Centrocampista | Christoph Baumgartner |     |
| 18         | Centrocampista | Romano Schmid         | 46' |
| 7          | Delantero      | Marko Arnautović      |     |
| Entrenador | Entrenador     | Ralf Rangnick         |     |

| 1          | Guardameta     | Mert Günok          |     |
| 18         | Defensa        | Mert Müldür         |     |
| 14         | Defensa        | Abdülkerim Bardakcı |     |
| 3          | Defensa        | Merih Demiral       |     |
| 20         | Defensa        | Ferdi Kadıoğlu      |     |
| 16         | Centrocampista | İsmail Yüksek       | 58' |
| 22         | Centrocampista | Kaan Ayhan          |     |
| 21         | Centrocampista | Barış Alper Yılmaz  |     |
| 6          | Centrocampista | Orkun Kökçü         | 83' |
| 19         | Centrocampista | Kenan Yıldız        | 78' |
| 8          | Delantero      | Arda Güler          | 78' |
| Entrenador | Entrenador     | Vincenzo Montella   |     |

| 8  | Centrocampista | Alexander Prass     | 46' |
| 11 | Delantero      | Michael Gregoritsch | 46' |
| 2  | Defensa        | Maximilian Wöber    | 64' |
| 10 | Centrocampista | Florian Grillitsch  | 64' |

| 15 | Centrocampista | Salih Özcan      | 58' |
| 5  | Centrocampista | Okay Yokuşlu     | 78' |
| 7  | Delantero      | Kerem Aktürkoğlu | 78' |
| 17 | Delantero      | İrfan Kahveci    | 83' |

| Anotado | 66' | Michael Gregoritsch | 1:2 |

| Anotado | 1'  | Merih Demiral | 0:1 |
| Anotado | 59' | Merih Demiral | 0:2 |

| Amonestado | 38' | Romano Schmid    |
| Amonestado | 52' | Philipp Lienhart |

| Amonestado | 11' | Orkun Kökçü   |
| Amonestado | 42' | İsmail Yüksek |

| Árbitro             | Artur Soares Dias     |
| Árbitros asistentes | Paulo Soares          |
| Árbitros asistentes | Pedro Ribeiro         |
| Cuarto árbitro      | Mykola Balakin        |
| Quinto árbitro      | Oleksandr Berkut      |
| VAR                 | Tiago Martins         |
| Adicional VAR       | Juan Martínez Munuera |
| Adicional VAR       | Massimiliano Irrati   |

| 13         | Guardameta     | Patrick Pentz         |     |
| 5          | Defensa        | Stefan Posch          |     |
| 4          | Defensa        | Kevin Danso           |     |
| 15         | Defensa        | Philipp Lienhart      | 64' |
| 16         | Defensa        | Phillipp Mwene        | 46' |
| 6          | Centrocampista | Nicolas Seiwald       |     |
| 9          | Centrocampista | Marcel Sabitzer       |     |
| 20         | Centrocampista | Konrad Laimer         | 64' |
| 19         | Centrocampista | Christoph Baumgartner |     |
| 18         | Centrocampista | Romano Schmid         | 46' |
| 7          | Delantero      | Marko Arnautović      |     |
| Entrenador | Entrenador     | Ralf Rangnick         |     |

| 1          | Guardameta     | Mert Günok          |     |
| 18         | Defensa        | Mert Müldür         |     |
| 14         | Defensa        | Abdülkerim Bardakcı |     |
| 3          | Defensa        | Merih Demiral       |     |
| 20         | Defensa        | Ferdi Kadıoğlu      |     |
| 16         | Centrocampista | İsmail Yüksek       | 58' |
| 22         | Centrocampista | Kaan Ayhan          |     |
| 21         | Centrocampista | Barış Alper Yılmaz  |     |
| 6          | Centrocampista | Orkun Kökçü         | 83' |
| 19         | Centrocampista | Kenan Yıldız        | 78' |
| 8          | Delantero      | Arda Güler          | 78' |
| Entrenador | Entrenador     | Vincenzo Montella   |     |

| 8  | Centrocampista | Alexander Prass     | 46' |
| 11 | Delantero      | Michael Gregoritsch | 46' |
| 2  | Defensa        | Maximilian Wöber    | 64' |
| 10 | Centrocampista | Florian Grillitsch  | 64' |

| 15 | Centrocampista | Salih Özcan      | 58' |
| 5  | Centrocampista | Okay Yokuşlu     | 78' |
| 7  | Delantero      | Kerem Aktürkoğlu | 78' |
| 17 | Delantero      | İrfan Kahveci    | 83' |

| Anotado | 66' | Michael Gregoritsch | 1:2 |

| Anotado | 1'  | Merih Demiral | 0:1 |
| Anotado | 59' | Merih Demiral | 0:2 |

| Amonestado | 38' | Romano Schmid    |
| Amonestado | 52' | Philipp Lienhart |

| Amonestado | 11' | Orkun Kökçü   |
| Amonestado | 42' | İsmail Yüksek |

| Árbitro             | Artur Soares Dias     |
| Árbitros asistentes | Paulo Soares          |
| Árbitros asistentes | Pedro Ribeiro         |
| Cuarto árbitro      | Mykola Balakin        |
| Quinto árbitro      | Oleksandr Berkut      |
| VAR                 | Tiago Martins         |
| Adicional VAR       | Juan Martínez Munuera |
| Adicional VAR       | Massimiliano Irrati   |

| Estadísticas      | Bandera de Austria | Bandera de Turquía |
| Tiros             | 21                 | 6                  |
| Tiros a puerta    | 5                  | 3                  |
| Faltas            | 12                 | 5                  |
| Saques de esquina | 10                 | 4                  |
| Penaltis          | 0                  | 0                  |
| Fueras de juego   | 2                  | 1                  |
| Posesión de balón | 57%                | 43%                |